# Ma l'amore no/La porta chiusa
Ma l'amore no/La porta chiusa è un singolo di Lina Termini, pubblicato nel 1943 da Cetra.

## Il disco
Il disco venne pubblicato nel 1943, la data riportata sul 78 giri è quella del 23 febbraio 1943. Nelle due canzoni suona l'orchestra del maestro Cinico Angelini.
Ma l'amore no, scritta da Michele Galdieri per il testo e da Giovanni D'Anzi per la musica, edita dalle edizioni musicali Curci, era già stata interpretata da Alida Valli (che fu la prima a cantarla, pur senza averla mai incisa su disco) nel film del 1942 Stasera niente di nuovo diretto da Mario Mattoli, riscuotendo subito un notevole successo. La versione di Lina Termini, ripetutamente trasmessa in radio negli ultimi anni di guerra, divenne ben presto uno dei leitmotiv musicali italiani del decennio dei quaranta.
La porta chiusa, scritta sia per il testo che per la musica da Cesare Celani, era già stata incisa dalla Termini nel 1942. In questo disco venne ripubblicata la vecchia registrazione.

## Tracce
LATO A
1. Ma l'amore no (testo: Michele Galdieri – musica: Giovanni D'Anzi)

LATO B
1. La porta chiusa (Cesare Celani)

## Cover
In seguito la canzone è stata nuovamente reinterpretata ed incisa da molti altri cantanti.
- Di poco seguente alla versione di Ma l'amore no della Termini vi fu quella incisa da Alberto Rabagliati con il coro del Trio Aurora il 22 marzo del 1943[3].
- Sempre nel 1943 Giovanni Vallarino ed Eva Nova
- Natalino Otto
- Cosimo di Ceglie
- Guidone
- Caterina Valente
- Mina
- Milly
- Iva Zanicchi
- Gigliola Cinquetti
- Antonella Ruggiero
- Barbara Casini
- Peppe Servillo
- Mike Patton
- Pamela Prati
- Violetta Zironi.
- Ha fatto parte della colonna sonora dei film Telefoni bianchi, diretto da Dino Risi nel 1976 con Agostina Belli; Malèna, diretto da Giuseppe Tornatore nel 2000 con Monica Bellucci, e Ma l'amore... sì! del 2006.